# No Plans
No Plans je sedmé studiové album australské rockové skupiny Cold Chisel. Album vyšlo v dubnu 2012 a jedná se o první studiové album od roku 1998, kdy vyšlo The Last Wave of Summer.

## Seznam skladeb
| Pořadí         | Název                        | Autor                | Délka |
| -------------- | ---------------------------- | -------------------- | ----- |
| 1.             | No Plans                     | Don Walker           | 2:36  |
| 2.             | Everybody                    | Walker               | 3:40  |
| 3.             | All for You                  | Walker               | 4:56  |
| 4.             | HQ454 Monroe                 | Walker, Cassar-Daley | 3:10  |
| 5.             | Dead and Laid to Rest        | Barnes, Davies       | 4:30  |
| 6.             | Missing a Girl               | Walker               | 3:25  |
| 7.             | Too Late                     | Moss                 | 4:30  |
| 8.             | I Gotta Get Back on the Road | Walker               | 5:51  |
| 9.             | Our Old Flame                | Walker               | 3:43  |
| 10.            | This Day                     | Walker               | 3:13  |
| 11.            | Summer Moon                  | Walker               | 4:30  |
| 12.            | The Horizon                  | Walker               | 4:37  |
| 13.            | I Got Things to Do           | Prestwich            | 3:10  |
| Celková délka: | Celková délka:               | Celková délka:       | 51:51 |

## Obsazení
- Jimmy Barnes – zpěv, doprovodný zpěv
- Ian Moss – kytary, doprovodný zpěv, zpěv („Too Late“, „Summer Moon“)
- Steve Prestwich – bicí („All For You“, „HQ 454 Monroe“, „Missing a Girl“, „I Got Things To Do“), doprovodný zpěv, zpěv („I Got Things To Do“)
- Phil Small – baskytara, doprovodný zpěv
- Don Walker – klávesy, klavír, doprovodný zpěv
- Charlie Drayton – bicí, doprovodný zpěv